# Власенки (родина майстрів)
Вла́сенки — українська родина майстрів плетіння з рогози. Народилися, працювали й померли у містечку Городищі (тепер село Лубенського району Полтавської області, Україна). Виготовляли кошики (решітчасті, рогаті прості, молошники), кошелі (зокрема для зерна), валізи, кошелики, підсумки, взуття.
Михайло Григорович (нар. початок 1850-х — пом. початок 1930-х) удосконалив традиційні форми й методи рогозоплетіння, розширив асортимент виробів. Твори експонувалися на виставках:
- у Полтавській губернії у Кременчуці у 1895 і 1896 роках, Прилуках у 1898 році;
- Всеросійській художньо-промисловій у Нижньому Новгороді у 1896 році;
- Всесвітній у Парижі у 1900 році;
- Всеросійській кустарно-промисловій у Санкт-Петербурзі у 1902 році (бронзова медаль).

З 1899 року по початок XX століття викладав у ремісничому класі при Городищенському земському народному училищі.
Його дочка Тетяна Михайлівна Власенко (нар. 5 [17] січня 1894 — 1 грудня 1973) у довоєнний період працювала інструктором промислових артілей «Кошиков'язалець» і «Допомога»; брала участь у виставках:
- у Ніжині у 1912 році (велика срібна медаль);
- у Всеросійській кустарній у Санкт-Петербурзі у 1913 році (золота медаль).

Також майстрами були Степан Михайлович Власенко (нар. 30 липня [ 13 серпня ] 1901 — пом. 20 січня 1970), його дочка Надія Степанівна Онищенко (нар. 27 вересня 1935); Ісак Йосипович Власенко (нар. 1884 — пом. 1942), Ісак Ісакович Власенко (нар. 18 серпня 1915).